# 迪加尼斯莫爾富
迪加尼斯莫爾富（英語：Digenis Akritas Morphou）是一間位於塞浦路斯北部居澤爾尤爾特的體育會，成立於1958年，並以希臘傳說中的英雄Digenis Akritas命名。他是一位守護邊境的英雄，擁有超人的力量和勇氣，並在戰鬥中保護他的國家免受外來入侵。
由於球隊沒有合適的體育場無法參加塞浦路斯足球聯盟的正式聯賽，直到1968年才加入第二級別聯賽。球隊在1969-70賽季後升入甲級聯賽。1971年在塞浦路斯甲組聯賽中獲得第二名後有資格參加歐洲足協盃，是塞浦路斯第一支球隊參加歐洲賽；在1971–72年歐洲足協盃，迪加尼斯莫爾富遇上意大利豪門AC米蘭被淘汰。在1974年土耳其入侵塞浦路斯並佔居澤爾尤爾特，球隊一度被移到塞浦路斯南部，自此成績每況愈下在低級別聯賽中徘徊，直到1999-2000年賽季再次晉級頂級聯賽，2005年在塞浦路斯盃決賽不敵奧摩尼亞屈居亞軍。

## 球隊榮譽
- 塞浦路斯甲組足球聯賽：

 亞軍 (1)：1970–71
- 塞浦路斯足球乙级联赛：

 冠軍 (2)：1969–70, 1999–2000
- 塞浦路斯盃：

 亞軍 (1)：2004–05

## 歐洲賽成績
| 賽季    | 賽事       | 階段   | 對賽球會 | 首回合   | 次回合   | 總比數 |
| ------- | ---------- | ------ | -------- | -------- | -------- | ------ |
| 1971–72 | 歐洲足協盃 | 第一圈 | AC米蘭   | 0–4 (客) | 0–3 (主) | 0–7    |

## 外部鏈接
- 官方網站